# Europese weg 68
De Europese weg 68 of E68 is een Europese weg die van west naar oost door Hongarije en Roemenië loopt. De weg begint in Szeged in Hongarije en gaat 40 km verderop bij Nădlac de grens over. Vervolgens loopt de weg verder naar het oosten door de steden Arad, Deva, Sibiu en eindigt uiteindelijk in de Zevenburgse stad Brașov.

## Nationale wegnummers
De E68 loopt over de volgende nationale wegnummers:
| Nummer    | Tracé                |
| Hongarije | Hongarije            |
| --------- | -------------------- |
| 43        | Szeged - Roemenië    |
| Roemenië  |                      |
| 7         | Hongarije - Tălmaciu |
| 1         | Tălmaciu - Brașov    |